# منظمة المرأة العصرية
منظمة المرأة العصرية (NWA) هي منظمة تعني بـحقوق المرأة في اليابان، المعروفة أيضًا باسم مجتمع المرأة الحديث 新婦人協会 شن فوجاي كوكاي، والتي تأسست عام 1920م. تسعى المنظمة لتوفير الحماية اللازمة وخلق فرص عادلة لها. كرست منظمة المرأة العصرية (NWA) وافر جهدها لتعزيز حقوق المرأة في مجالات التعليم والتوظيف والاقتراع من جانب، وحمايتها من الأمراض الجنسية في الجانب الآخر. تمثلت هذه الحماية الصحية من خلال محاولة منع الرجال المصابين بأي أمراض جنسية من الزواج بهن وإفشاء المرض. كما قامت بالمثل بحماية النساء المتزوجات ومناصرتهن للحصول على حق الطلاق في حالة إصابة الزوج بمثل تلك الأمراض خلال فترة زواجهما.  كان لهذه المنظمة دورًا هامًا في الدفاع عن حق المرأة في المشاركة في السياسة ومناهضة تغيير المادة 5 من قانون  الأمن والسلام المدني، الذي يستبعد حق المرأة في المشاركة المجتمعية وعملية صنع القرار. علاوة على ذلك، أبدت اهتمامها الكبير في الاستعانة بالرجال كمناصرين لقضية إشراك النساء في السياسة. 
ما إن ذاع صداها إلى حد بعيد، من خلال إثارتها لقضايا المرأة المرأة اليابانية والتأثير على قرارات برلمان اليابان للتعمق أكثر وإعادة النظر في هذه القضايا، تناول المجلس تغيير المادة 5 من قانون الأمن والسلام المدني عام 1922م، في الحين ذاته الذي  أوقفت فيها هيراتسوكا رايكو أعمال المنظمة كرئيسًا لها.

## الأهداف
سَعتْ منظمة المرأة العصرية (NWA) جاهدًة لتوفير الحرية للمرأة والدفاع عن حقها في التصويت والاقتراع.  أكدت أيضًا محاولتها لتحسين «وضع المرأة اليابانية اجتماعيًا وسياسيً»، وتحقيق مبدأ المساواة بين النوع الاجتماعي وتوفير فرص عادلة في مجالي التعليم والتوظيف. بالإضافة إلى صياغة عريضتين، أحدهما بغرض إلغاء المادة 5 من قانون الأمن والسلام المدني، الذي لطالما ركز عليها مؤسسي المنظمة، هيراتسوكا رايكو وإيشيكاوا فوساي وأوكو مومو، والدفاع عن حق المرأة للمشاركة في السياسة. العريضة الأخرى كانت بغرض مناهضة وتأييد حماية المرأة من الأمراض الجنسية، التي قد تنتقل عبر الاتصال الجنسي، ومنع الرجال المصابين بمثل هذه الأمراض، لمنعهم من الزواج ونقل المرض إليهن. كذلك حماية المرأة المتزوجة ومناصرة حقها في الطلاق من زوجها في حال إصابته بالمرض خلال فترة زواجهما. خلاف العريضة الأولى، كسبت هذه العريضة اهتمام كبير، ولاسيما عند حصولها على ذلك القدر الكبير من التأييد والمساندة من قبل اتحاد اعتدال النساء في اليابان (Japan Women’s Christian Temperance Union).

## شخصيات بارزة
- هيراتسوكا رايكو
- إيشيكاوا فوساي
- أوكو مومو

## معلومات أكثر
- Feminism in Japan
- Bluestocking